# Primera guerra celtibera
La conquesta de la zona central de la península, la regió anomenada Celtibèria, es va emprendre el 181 aC pel pretor d'Hispània Citerior Quint Fulvi Flac, que va vèncer als celtibers que s'havien revoltat per manca de terres on viure, especialment els lusons, i va sotmetre alguns territoris.
El 181 aC Tiberi Semproni Grac succeí a Quint Fulvi Flac, i va fer un inesperat atac a Munda, ciutat que va sotmetre i va rebre ostatges en garantia, establint allí una guarnició. Els celtibers es van fer forts a Contrebia Belaisca i van fer les seves peticions però quan el pretor va treslladar els ferits a Ebura, els celtibers es van rendir quan s'acostà amb el seu exèrcit, pagant un rescat i entregant igualment ostatges; després va avançar cap a Alce, on tenien el campament els celtibers i després de diversos combats va fer retirar als celtibers i va ocupar el campament, però no la ciutat; suposadament nou mil enemics van morir en les lluites; Grac es va dedicar a assolar el país i en poc temps es van sotmetre 103 ciutats celtiberes, i va fer un enorme botí; la ciutat d'Alce encara resistia i fou assetjada, fins que es va rendir. Els defensors foren tractats amb justícia; un cap celtiber, Thurrus, fins i tot va ingressar a l'exèrcit romà. La ciutat de Ercavica va obrir les portes a Grac.
Els celtibers acostumaven a revoltar-se després de sotmetre's quan els soldats se n'anaven però després de la campanya de Grac es va establir una pau duradora. Grac va romandre un any més a Hispània; va aixecar el setge de Carabis que havia estat atacada per celtibers no sotmesos, i va derrotar els revoltats prop de Complega. Les seves mesures polítiques també foren beneficioses pel domini romà de la província. La ciutat d'Ilurcis va ser reanomenada Graccurris o Gracchuris.